# مامورو کورویوا
مامورو کورویوا (انگلیسی: Mamoru Kuroiwa؛ زادهٔ ۱۶ دسامبر ۱۹۶۲) بوکسور اهل ژاپن بود.